# Guillaume X d'Aquitaine
Pour les articles homonymes, voir Guillaume X et Guillaume de Poitiers.
Guillaume X d'Aquitaine, ou Guillaume VIII de Poitou, dit le Toulousain ou le Saint, né en 1099 à Toulouse et mort le 9 avril 1137 à Saint-Jacques-de-Compostelle, en Espagne, est le dernier des comtes de Poitiers de la dynastie des Ramnulfides. Il est duc d'Aquitaine et  comte de Poitiers de 1126 à 1137. Il est le père d'Aliénor d'Aquitaine.

## Biographie
Il est le fils de Guillaume IX d'Aquitaine, dit le Troubadour, auquel il succède, et de Philippa, fille du comte de Toulouse Guillaume IV.
Selon Raoul de Diceto Guillaume aurait combattu son père pendant sept ans, en raison de la conduite scandaleuse de ce dernier et de sa liaison affichée avec Dangereuse de Châtellerault. Ces rumeurs de brouille entre le père et le fils, ne trouvent toutefois pas écho dans les sources aquitaines et ne sont pas retenues par tous les historiens,.
Le père d'Aliénor n'a pas le génie, la stature ni la démesure du prince-troubadour, mais, s'il n'est pas fin stratège, il a néanmoins le goût des armes. Parfait chevalier il fait preuve de magnanimité et gère ses états avec bonté. Son manque de fermeté est toutefois perçu comme de la  faiblesse et son autorité sera parfois contestée par ses turbulents vassaux. Le duc doit constamment réaffirmer sa domination sur ses barons aquitains. La Chronique de Saint-Maixent rapporte à son propos : « Fort, il passa sa vie à la guerre, soumettant tous les rebelles de sa terre ».
Son père lui avait laissé une situation compliquée du côté de l'Auvergne. En 1126, un conflit s'élève entre le comte d'Auvergne, vassal du duc d'Aquitaine, et l'évêque de Clermont. Le roi de France, soutenant l'évêque, essaie de résoudre ce conflit et pénètre les états du duc, brûlant au passage Montferrand. Guillaume doit intervenir, et cherche à faire reconnaître ses droits de suzerain, que le roi avait ouvertement violés. Le duc négocie habilement. Il arrête les hostilités et porte le débat sur le terrain juridique, donnant à ce conflit une issue heureuse. Le roi l'admet à lui prêter serment de fidélité, ce dont Guillaume ne s'était pas encore acquitté.
En 1127, Guillaume de Lezay, en vassal félon, capture plusieurs barons poitevins, dont Hugues VII de Lusignan, à la suite d'une visite du duc, et exige de celui-ci une rançon exorbitante. Plus tard, au cours de son principat, Guillaume doit faire face à une alliance des Lusignan et des Partenay contre lui. En paix sur sa frontière nord, il doit par contre mener la guerre au sud pour contenir son vassal d’Aunis, Isembert IV de Châtelaillon, entre 1130 et 1131.
Comme son père, bien que moins provocateur, Guillaume aura souvent maille à partir avec les autorités ecclésiastiques et se montre parfois emporté. Mal inspiré, il est considéré comme trop influençable. Il soutient avec le légat Girard d’Angoulême l’antipape Anaclet II, pendant cinq ans, à partir de 1130, ce qui lui vaut l'excommunication et même l'interdit jeté sur ses terres. Jusqu’à une rencontre, en 1135, avec Bernard de Clairvaux sur le parvis de l'église de Parthenay, où Bernard est en train de célébrer la messe. Guillaume se jette alors aux pieds du moine, sorti de l'église avec l'hostie, et tombe dit-on « comme frappé par la justice céleste, aux pieds du saint moine, face contre terre, bavant et gémissant ». Le duc fait peut-être à ce moment vœu de pèlerinage à Saint-Jacques-de-Compostelle, pour obtenir le pardon de ses offenses envers Dieu et l'Église,. Guillaume se réconcilie avec le pape Innocent II en 1136.
En septembre de la même année, il part en campagne en Normandie avec le comte d'Anjou, Geoffroy V, dont il est l'allié depuis 1130. Le but de cette campagne est de défendre les droits de l'épouse du comte d'Anjou, Mathilde l'Emperesse, contre l'usurpateur Étienne de Blois. Mais cette campagne tourne court, l'armée étant atteinte par la dysenterie. De retour en Aquitaine Guillaume doit affronter le comte d'Angoulême, chef d'une ligue de barons rebelles.
Vers 1136 également, Guillaume entreprend des démarches en vue de contracter un second mariage, conscient des dangers qui pèseraient sur son duché s'il venait à mourir sans héritier mâle. Mais ses projets n'aboutissent pas.

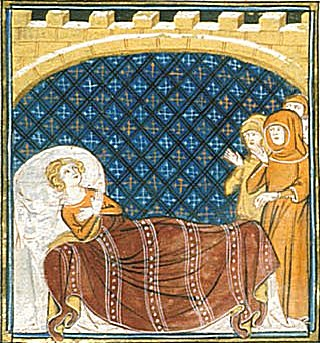
Guillaume X sur son lit de mort (XIV).

Au début de l'année 1137 il part en pèlerinage à Saint Jacques-de-Compostelle et confie ses filles à l'archevêque de Bordeaux, Geoffroi du Lauroux. Quelques chroniqueurs suggèrent que Guillaume veut aller demander en Galice l'aide de saint Jacques dans un conflit qui l'oppose à Guillaume Taillefer, et à plusieurs autres vassaux aquitains rebelles, qu'il entend mater. Mais en cours de route le duc tombe soudainement malade, probablement d'une intoxication alimentaire. Il meurt à trente-huit ans, le 9 avril 1137, un Vendredi saint, peu avant d'atteindre Saint-Jacques-de-Compostelle. Peut-être, comme le rapporte Ordéric Vital, a-t-il également entrepris ce pèlerinage afin d'expier les actes barbares auxquels il a dû prendre part lors de l'expédition de Normandie. Il est enterré dans la cathédrale, au pied de l'autel du saint.
Guillaume prie dans ses dernières volontés son ami le roi de France, Louis VI le Gros, à qui il remet ses États, de bien vouloir consentir à marier son fils Louis à sa fille aînée, Aliénor. Suger précise : «...mais qu'avant son départ et même en cours de route, à l'approche de la mort, il avait pris le parti de lui confier, pour qu'il la marie, sa fille, une très noble demoiselle nommée Aliénor, et de lui remettre toute sa terre pour la tenir en sa garde ».
Guillaume protège jongleurs et troubadours à sa cour. Parmi eux Marcabru et Cercamon lui rendent hommage après sa mort. Cercamon compose un planh (une complainte funèbre):
Du comte de Poitiers me plains, Qui fut de Prouesse compain, Quand Prix et Largesse ont pris fin, Ici bas à regret me tiens. Seigneur, d’Enfer menez le loin Car moult fut noble son trépas,.
Marcabru, quant à lui, déplore ainsi la mort du comte, montrant sa connaissance du mythe arthurien :
Puisque le Poitevin me fait défaut, je suis désormais perdu comme Arthur pour les Bretons.
Il devient, à la fin du Moyen Âge, un personnage de légende, en partie confondu avec Guillaume de Gellone et saint Guillaume de Maleval, à l’origine de l’ordre des Guillemites.

## Unions et descendance
Il épouse en 1121, Aénor de Châtellerault (1103-mars 1130), fille d'Aymeric Ier de Châtellerault et de Dangereuse, maîtresse de son père. De cette union, naissent trois enfants :
- Aliénor d’Aquitaine (1122 ou 1124[29]-1204) ;
- Pétronille d’Aquitaine (1125-env 1152) ;
- Guillaume Aigret (mort à 4 ans à peu près au moment du décès de sa mère Aénor ; 1126-1130)[30].

En 1136, selon Geoffroy de Vigeois, il envisage de se  remarier avec Emma de Limoges, veuve de Bardon de Cognac, fille du vicomte Adémar III dit le Barbu (mort en 1139) et de Marie des Cars, mais ses démarches se soldent par un échec,.

## Lins externes
- Ressource relative aux beaux-arts :   - British Museum
- Notices dans des dictionnaires ou encyclopédies généralistes :   - Britannica
  - Deutsche Biographie
  - Enciclopedia De Agostini
- Notices d'autorité :   - VIAF
  - ISNI
  - BnF (données)
  - IdRef
  - GND